# العلاقات الأوكرانية الجورجية
العلاقات الأوكرانية الجورجية هي العلاقات الثنائية التي تجمع بين أوكرانيا وجورجيا.

## مقارنة بين البلدين
هذه مقارنة عامة ومرجعية للدولتين:
| وجه المقارنة                                              | أوكرانيا                                   | جورجيا                          |
| --------------------------------------------------------- | ------------------------------------------ | ------------------------------- |
| المساحة (كم2)                                             | 603.63 ألف                                 | 69.70 ألف                       |
| عدد السكان (نسمة)                                         | 45.55 مليون                                | 3.72 مليون                      |
| الكثافة السكانية (ن./كم²)                                 | 75.46                                      | 53.37                           |
| العاصمة                                                   | كييف                                       | تبليسي، كوتايسي                 |
| اللغة الرسمية                                             | اللغة الأوكرانية                           | اللغة الجورجية، اللغة الأبخازية |
| العملة                                                    | هريفنا أوكرانية، كاربوفانيتس، روبل سوفييتي | لاري جورجي                      |
| الناتج المحلي الإجمالي (بليون دولار)                      | 112.15 مليار                               | 15.16 مليار                     |
| الناتج المحلي الإجمالي (تعادل القوة الشرائية) بليون دولار | 352.98 مليار                               | 35.68 مليار                     |
| الناتج المحلي الإجمالي الاسمي للفرد دولار أمريكي          | 2.11 ألف                                   | 3.79 ألف                        |
| الناتج المحلي الإجمالي للفرد دولار أمريكي                 | 8.66 ألف                                   |                                 |
| مؤشر التنمية البشرية                                      | 0.747                                      | 0.754                           |
| رمز المكالمات الدولي                                      | +380                                       | +995                            |
| رمز الإنترنت                                              | .ua، .укр ‏                                 | .ge، .გე ‏                       |
| المنطقة الزمنية                                           | ت ع م+02:00، ت ع م+03:00، توقيت شرق أوروبا | ت ع م+04:00                     |

## مدن متوأمة
في ما يلي قائمة باتفاقيات التوأمة بين مدن أوكرانية وجورجية:
- ترتبط يالطا مع باطوم باتفاقية توأمة منذ 2008.[16][16][17][17]
- ترتبط هينيتشيسك مع أوزورجيتي باتفاقية توأمة.
- ترتبط كييف مع تبليسي باتفاقية توأمة منذ 1995.[18][18][18][18]
- ترتبط نيكوبول مع شياتورا باتفاقية توأمة.
- ترتبط تشيركاسي مع روستاوي باتفاقية توأمة منذ 26 مارس 2012.
- ترتبط إيفانو-فرانكيفسك مع روستاوي باتفاقية توأمة منذ 9 نوفمبر 2006.[19][20][19][20]
- ترتبط لفيف مع كوتايسي باتفاقية توأمة منذ 10 يونيو 1995.[21][21][21][21]
- ترتبط خاركيف مع كوتايسي باتفاقية توأمة منذ 23 أغسطس 2008.[22][23][22][23]
- ترتبط لوتسك مع غوري باتفاقية توأمة منذ 19 ديسمبر 1997.[24][24][24][24]
- ترتبط دونيتسك مع كوتايسي باتفاقية توأمة منذ 1987.
- ترتبط ترنوبل مع باطوم باتفاقية توأمة منذ 2011.
- ترتبط ميكولايف مع بورجومي باتفاقية توأمة منذ 1995.

## منظمات دولية مشتركة
يشترك البلدان في عضوية مجموعة من المنظمات الدولية، منها:
| علم المنظمة | اسم المنظمة                             | تاريخ انضمام أوكرانيا | تاريخ انضمام جورجيا |
| ----------- | --------------------------------------- | --------------------- | ------------------- |
|             | اتفاقية السماوات المفتوحة               | ?                     | ?                   |
|             | يونسكو                                  | 12 مايو 1954          | 7 أكتوبر 1992       |
|             | الفريق المعني برصد الأرض                | ?                     | ?                   |
|             | مؤسسة التمويل الدولية                   | 18 أكتوبر 1993        | 29 يونيو 1995       |
|             | مجلس أوروبا                             | 9 نوفمبر 1995         | 27 أبريل 1999       |
|             | مؤسسة التنمية الدولية                   | 27 مايو 2004          | 31 أغسطس 1993       |
|             | منظمة التجارة العالمية                  | 16 مايو 2008          | 14 يونيو 2000       |
|             | منظمة الأمن والتعاون في أوروبا          | 30 يناير 1992         | 24 مارس 1992        |
|             | المنظمة الأوروبية لسلامة الملاحة الجوية | 2004                  | 2012                |
|             | الاتحاد البريدي العالمي                 | ?                     | ?                   |
|             | الاتحاد الدولي للاتصالات                | 7 مايو 1947           | 7 يناير 1993        |
|             | منظمة التعاون الاقتصادي للبحر الأسود    | ?                     | 25 يونيو 1992       |
|             | الأمم المتحدة                           | 24 أكتوبر 1945        | 31 يوليو 1992       |
|             | البنك الدولي للإنشاء والتعمير           | 3 سبتمبر 1992         | 7 أغسطس 1992        |
|             | المنظمة الهيدروغرافية الدولية           | ?                     | ?                   |

## أعلام
هذه قائمة لبعض الشخصيات التي تربطها علاقات بالبلدين:
- ألكسندرا كوراشفيلي (لاعبة كرة مضرب أوكرانية، 1 مارس 1996 – )
- أنتون شفيتس (لاعب كرة قدم روسي، 26 أبريل 1993[29] – )
- بيكا فاشيبيرادزي (لاعب كرة قدم أوكراني، 5 مارس 1996[30] – )
- زاوري ماخارادزي (لاعب كرة قدم أوكراني، 24 مارس 1993[31] – )
- مالخاز أساتياني (لاعب كرة قدم جورجي، 4 أغسطس 1981[32] – )

## وصلات خارجية
- موقع وزارة الخارجية الأوكرانية
- موقع وزارة الخارجية الجورجية